# Jetour
Jetour (en chino: 捷途, romanizado: Jié tú) es una marca de automóviles china, lanzada en 2019 por Chery bajo su división Chery Commercial Vehicles. Es presentada como marca asequible de Chery en el segmento de crossovers y SUV. La gama de productos Jetour no sería más pequeña que los segmentos de tamaño mediano, con opciones de configuración de 5, 6 o 7 asientos, al tiempo que ofrece motores de combustión interna, vehículos eléctricos, híbridos enchufables y posiblemente sistemas de propulsión de hidrógeno.
El nombre chino de la marca se pronuncia "Jietu", que se puede traducir como "camino de la victoria".

## Historia
La marca fue lanzada el 22 de enero de 2019.Durante el lanzamiento de la marca, también se presentó el primer modelo, el SUV crossover Jetour X70 original, montado sobre un nuevo chasis llamado iPeL (plataforma inteligente de red electrónica y peso ligero por sus siglas en inglés).  Más tarde, en abril, durante el Salón del Automóvil de Beijing de 2019, Jetour presentó el concepto eléctrico Jetour X, que fue una primera visión del SUV crossover Jetour X90. 
La marca se ha expandido rápidamente en América Central y del Sur, Oriente Medio y sectores de África entre 2020 y 2021. Se lanzó en Chile a fines de 2021.
En abril de 2023, durante el Salón Internacional del Automóvil de Manila, se lanzó la marca Jetour para el mercado filipino.   La marca se lanzó al mercado ruso durante ese mismo año.

## Modelos
- Jetour X95 (2020-presente), SUV de tamaño mediano
- Jetour X90 (2019-presente), SUV de tamaño mediano
  - Jetour X90 Plus (2021-presente), variante superior del X90
  - Jetour Shanhai L9 (para comenzar), variante PHEV
- Jetour X70 Plus (2022-presente), SUV mediano, X70 de segunda generación
  - Jetour X70 Pro (2023-presente), variante superior del X70 Plus
  - Jetour Shanhai L7 (para comenzar), variante PHEV del X70
- Jetour X70/X70S (2018-presente), SUV de tamaño mediano
  - Jetour X70M (2020-presente), variante económica del X70
- Jetour Dashing (2022-presente), SUV compacto
  - Jetour Shanhai L6 (para comenzar), variante PHEV de Dashing
- Jetour Traveller (2023-presente), SUV compacto
  - Jetour Shanhai T-L (para comenzar), variante PHEV de Traveler
- Jetour Ice Cream[10] (llamado Chery QQ Ice Cream EV en Filipinas)

## Galería

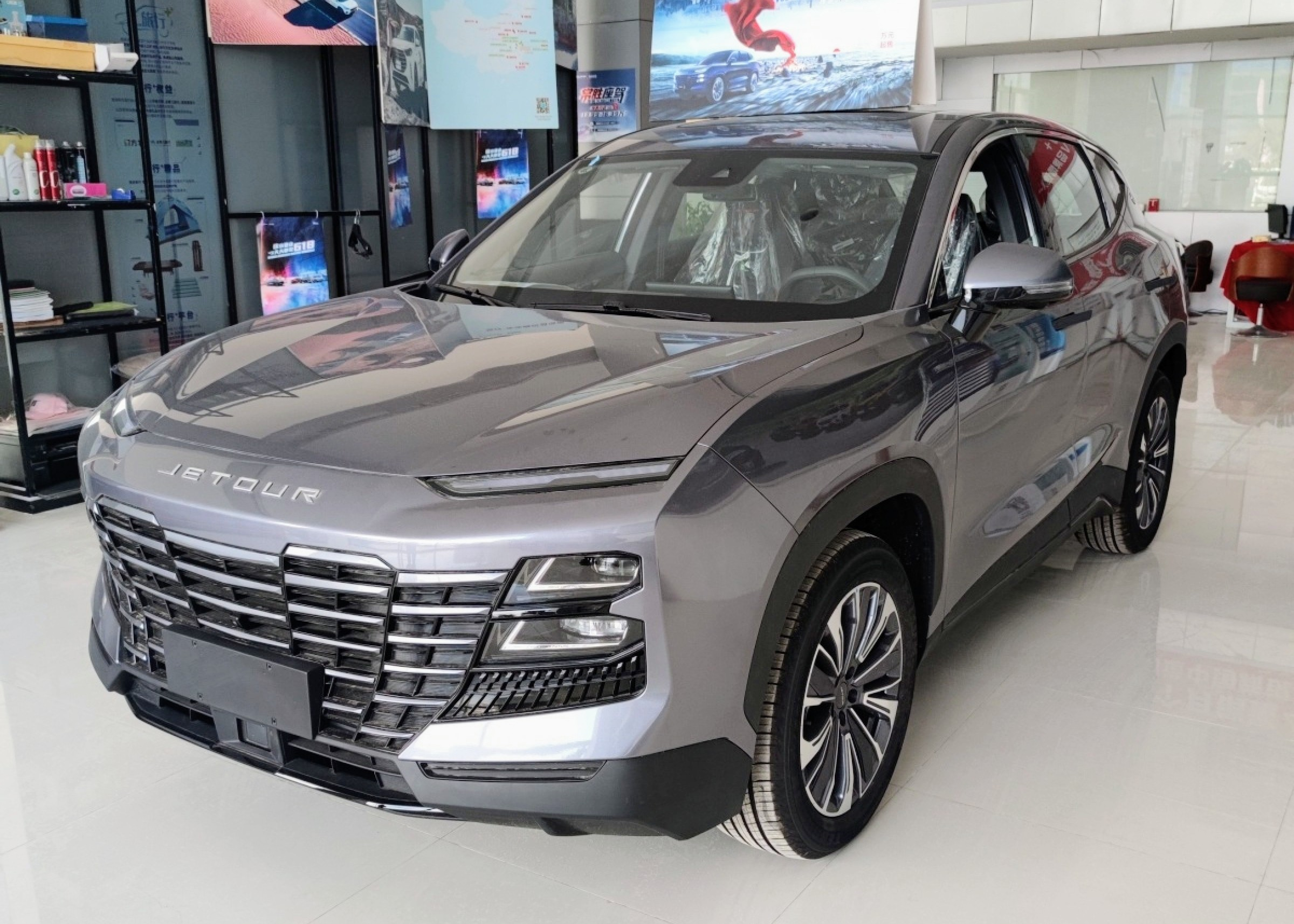
Jetour Dashing
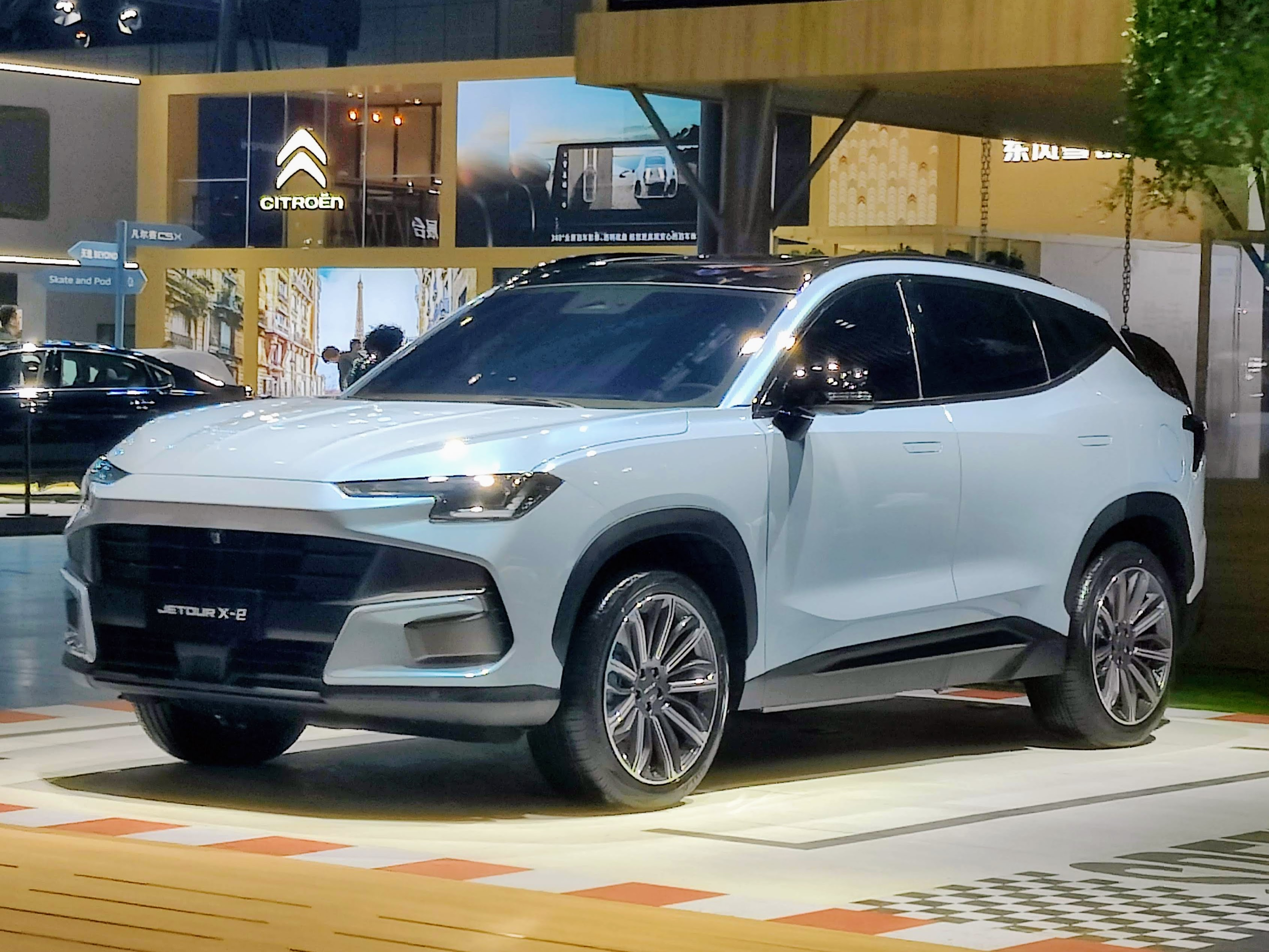
Jetour X-2
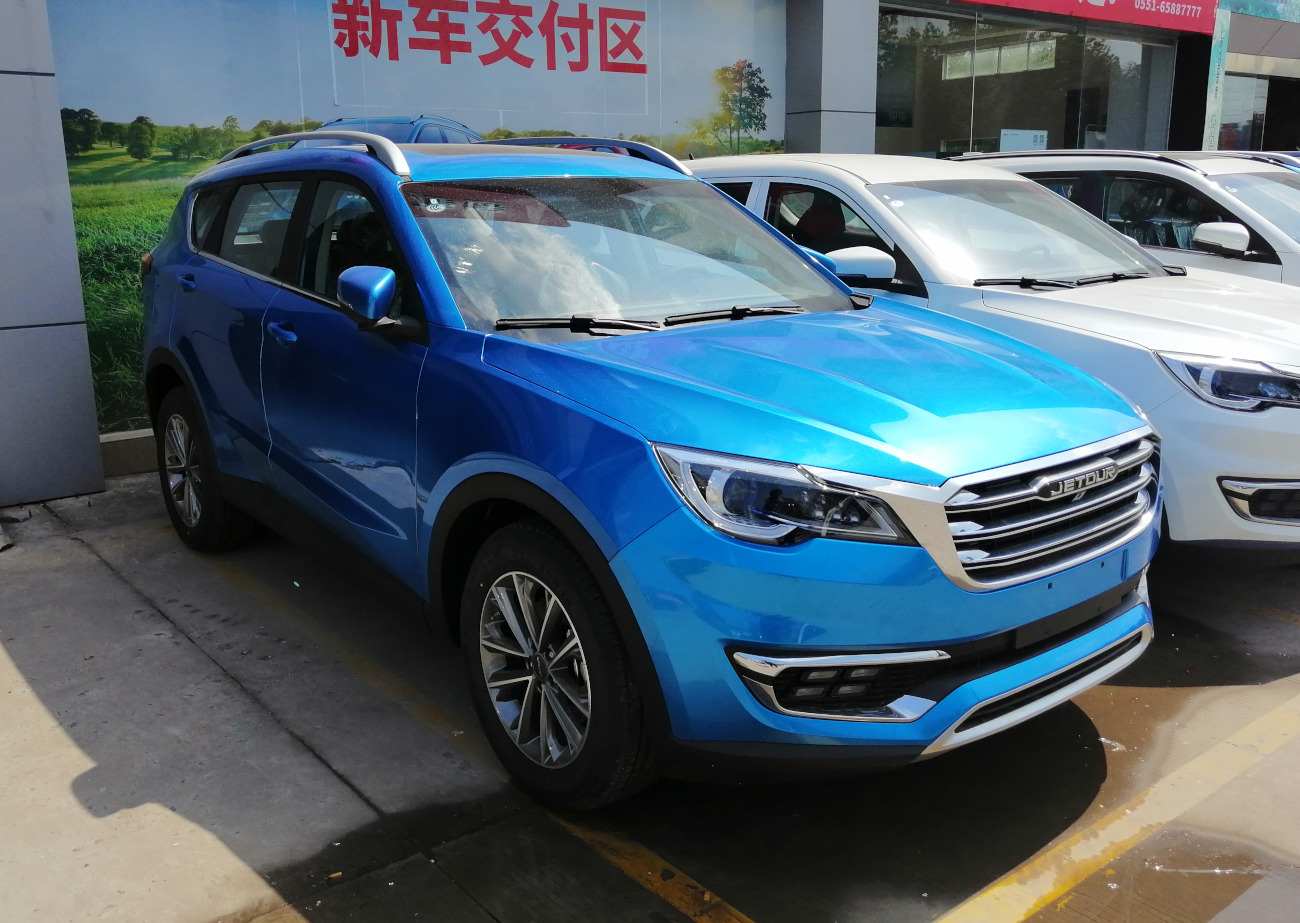
Jettour X70
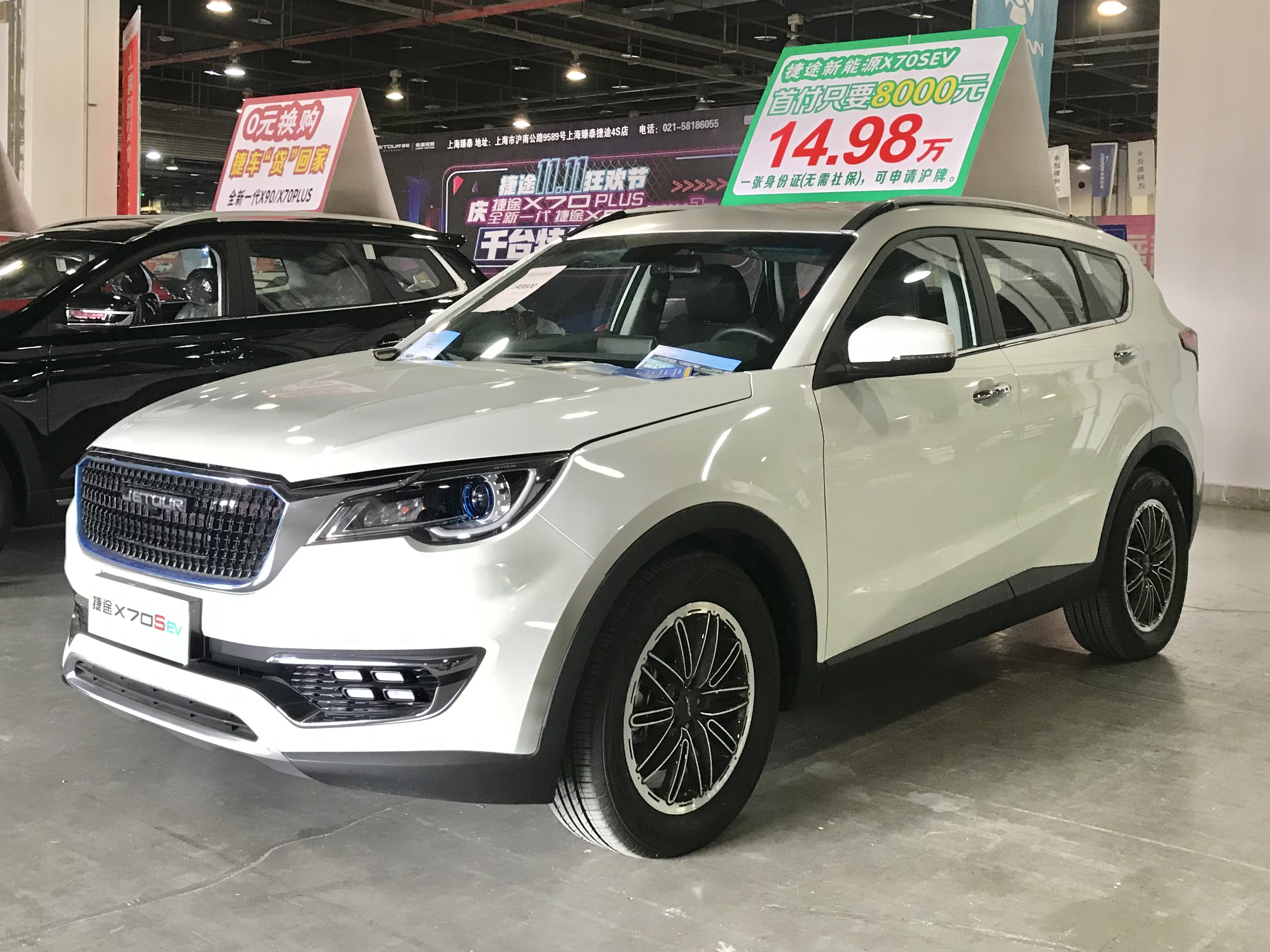
Jetour X70 S
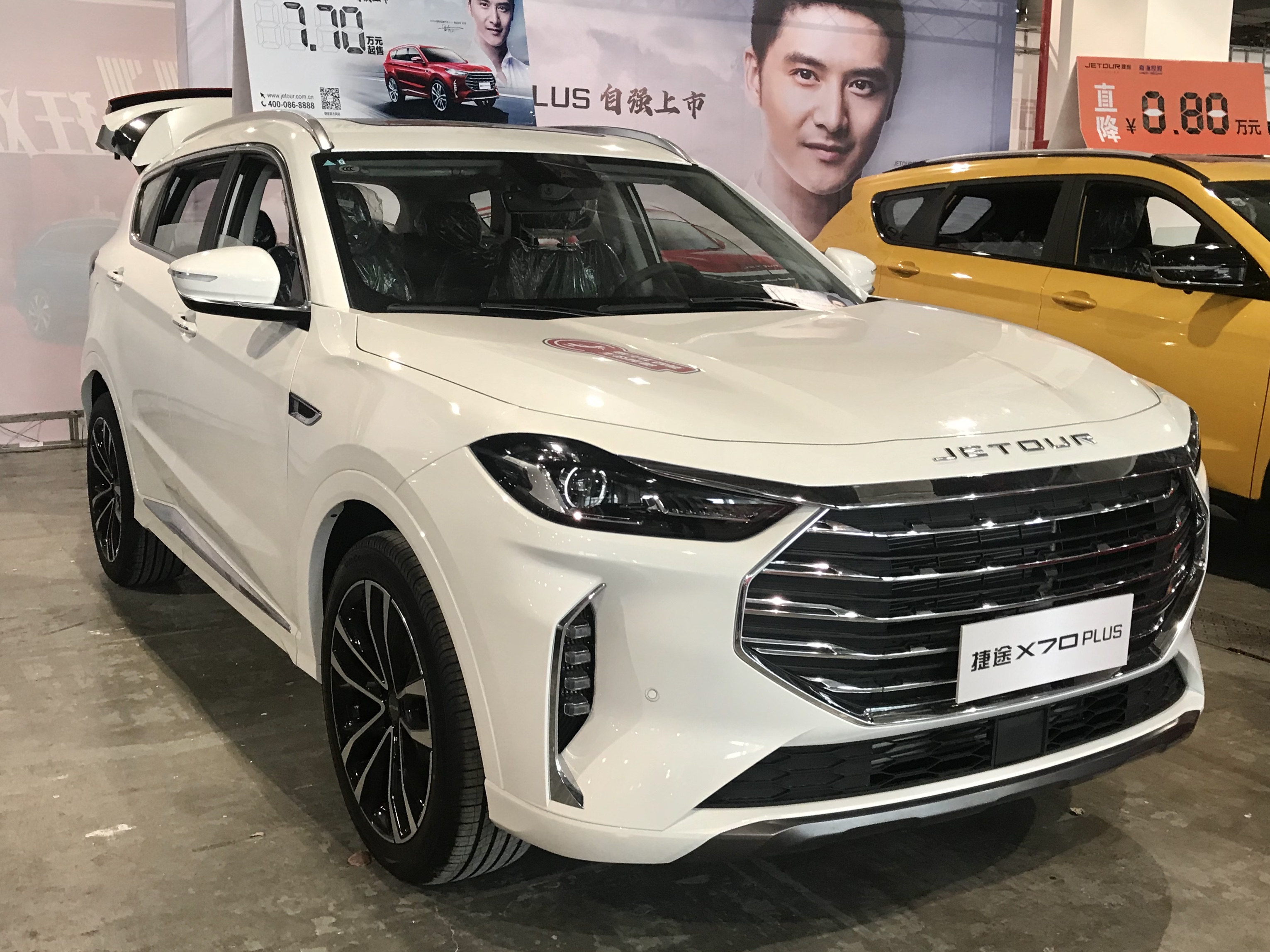
Jetour X70 Plus
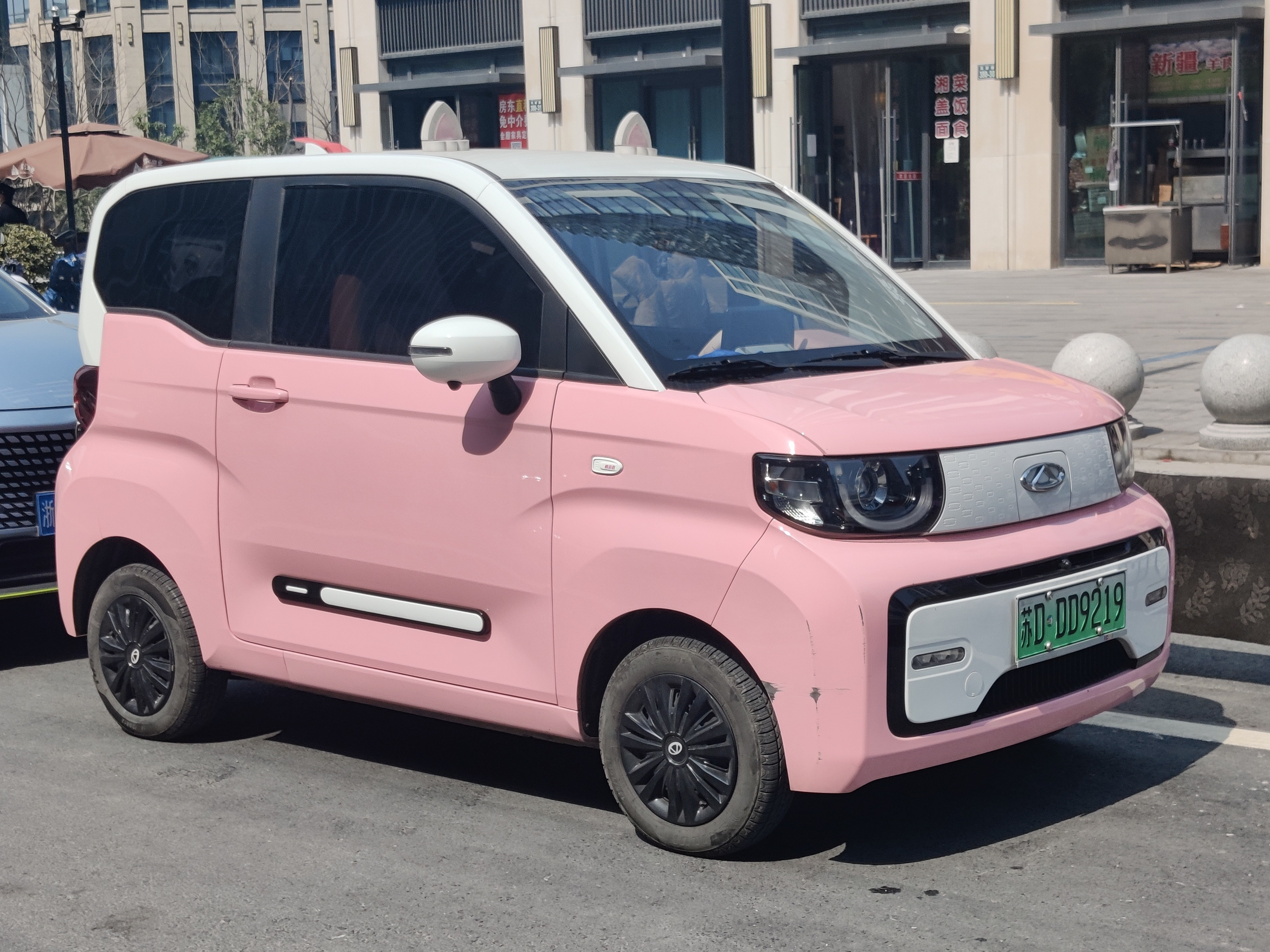
Jetour Ice Cream
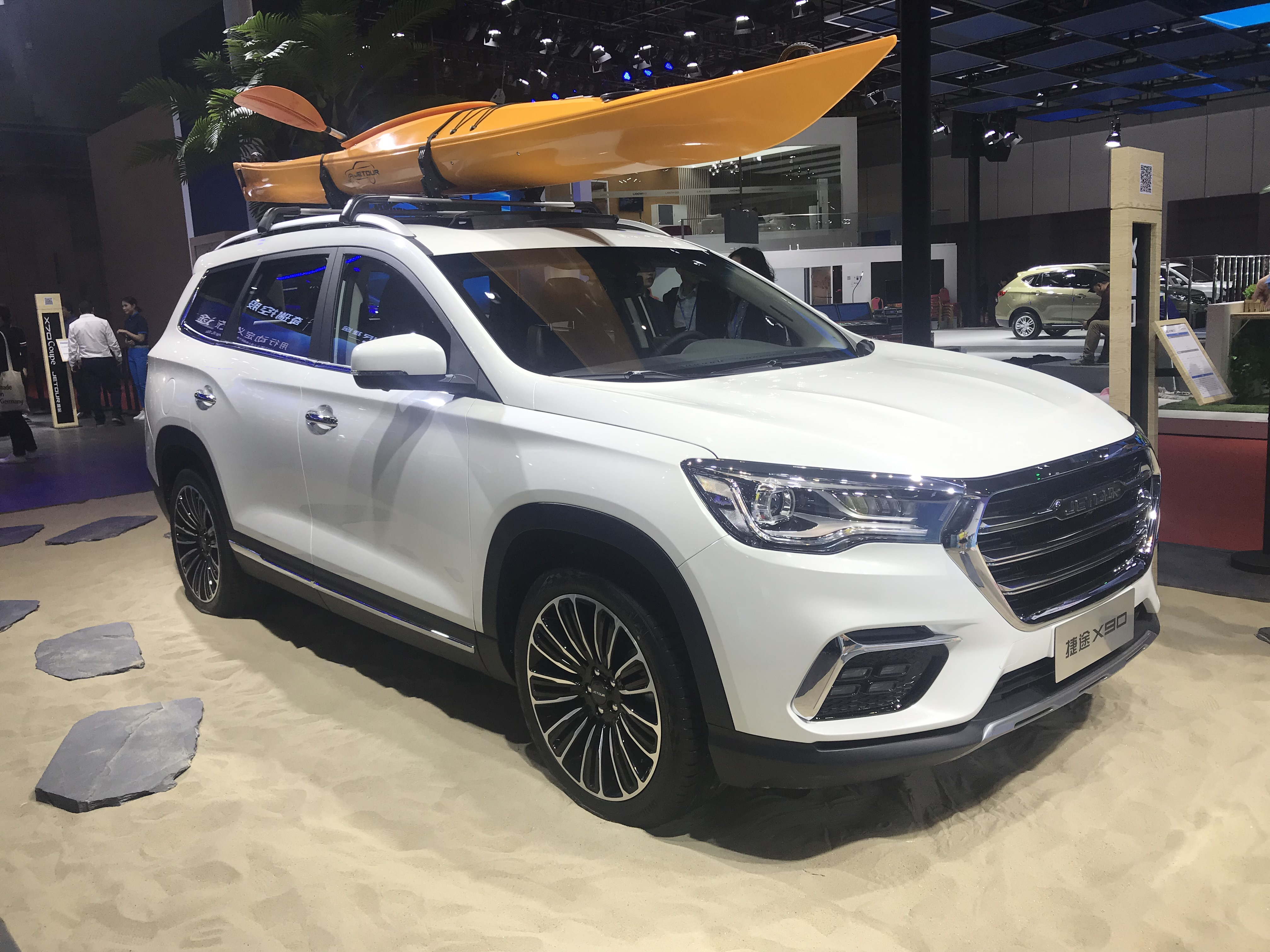
Jetour X90
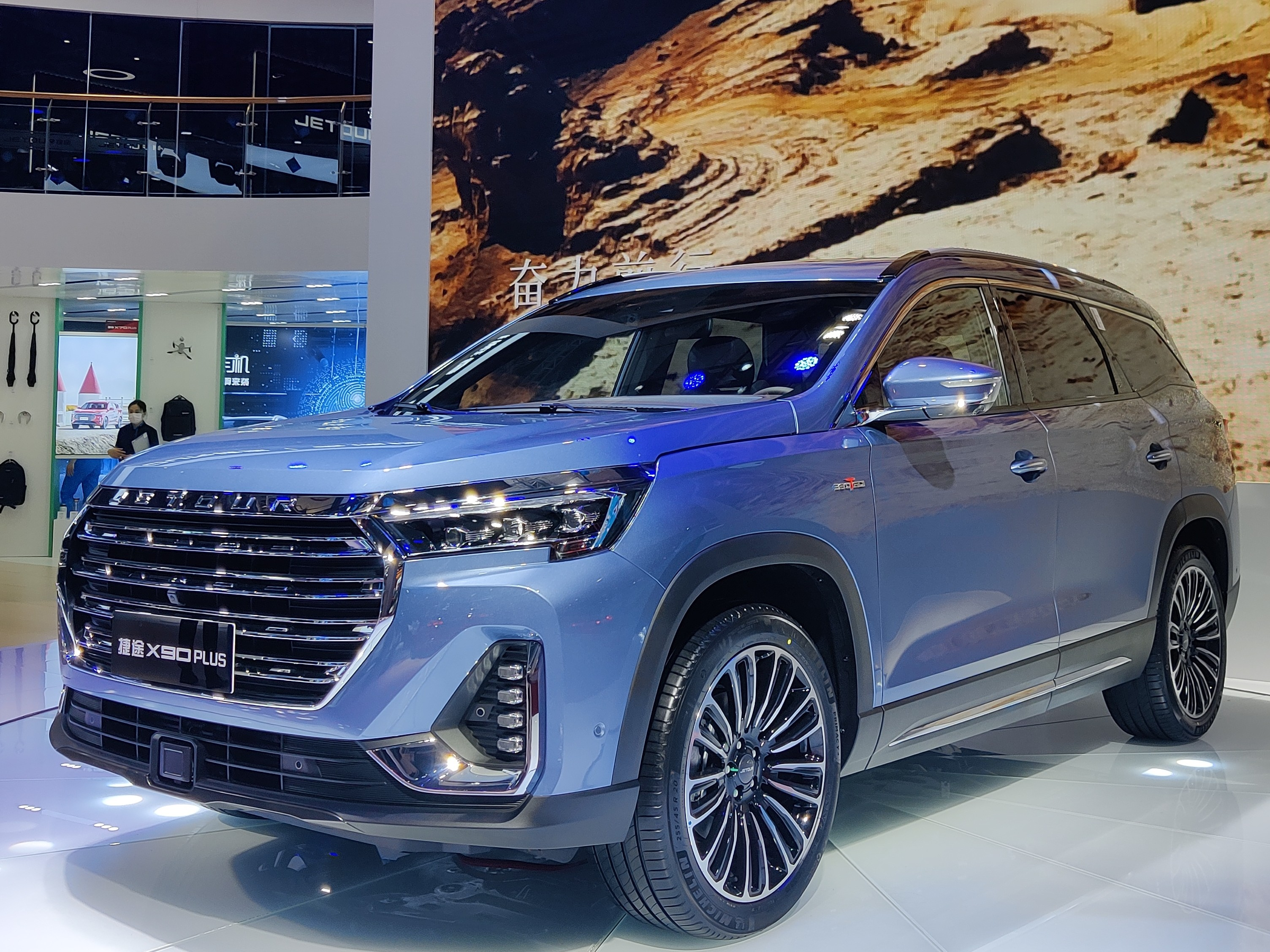
Jetour X90 Plus
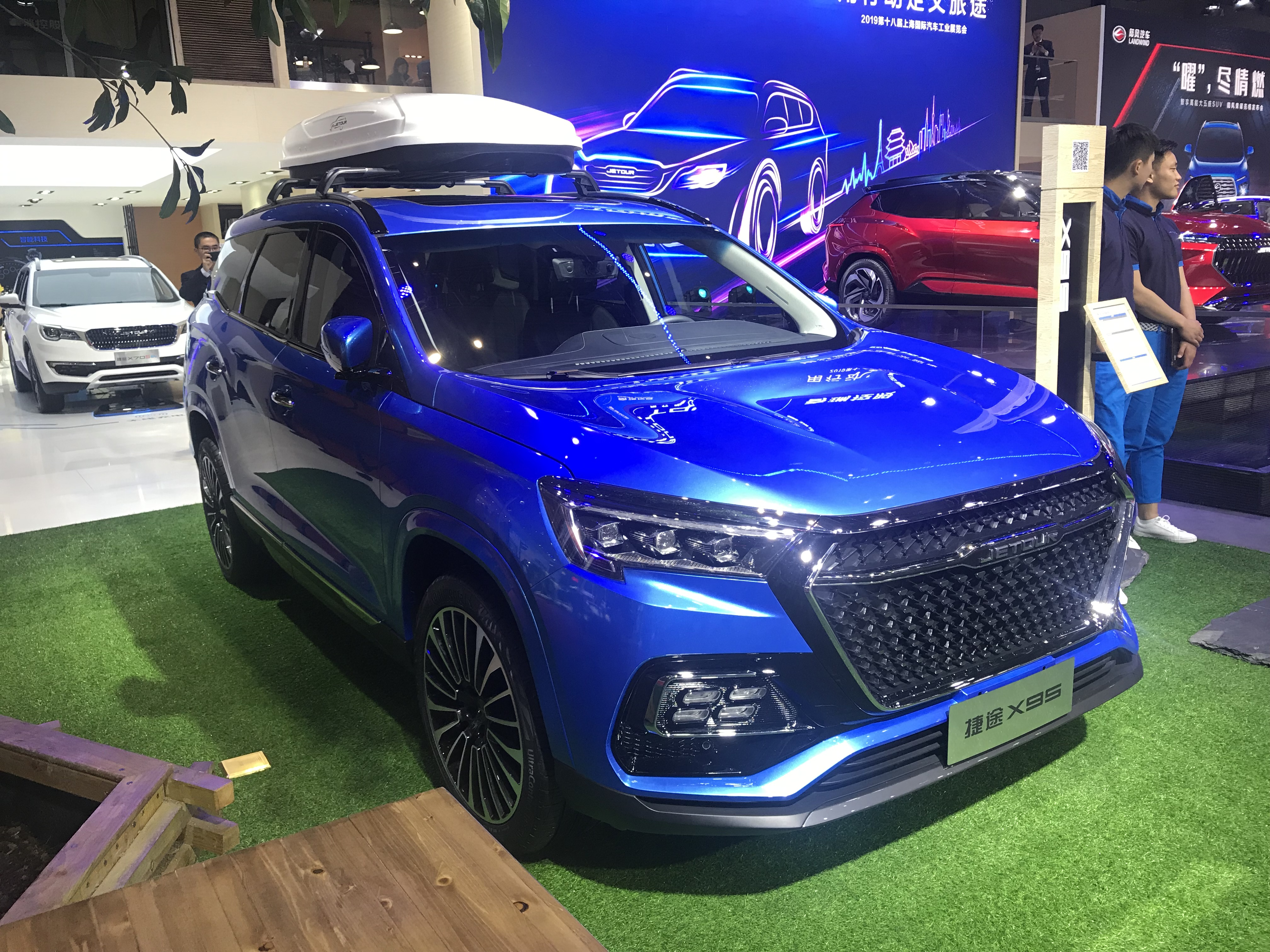
Jetour X95
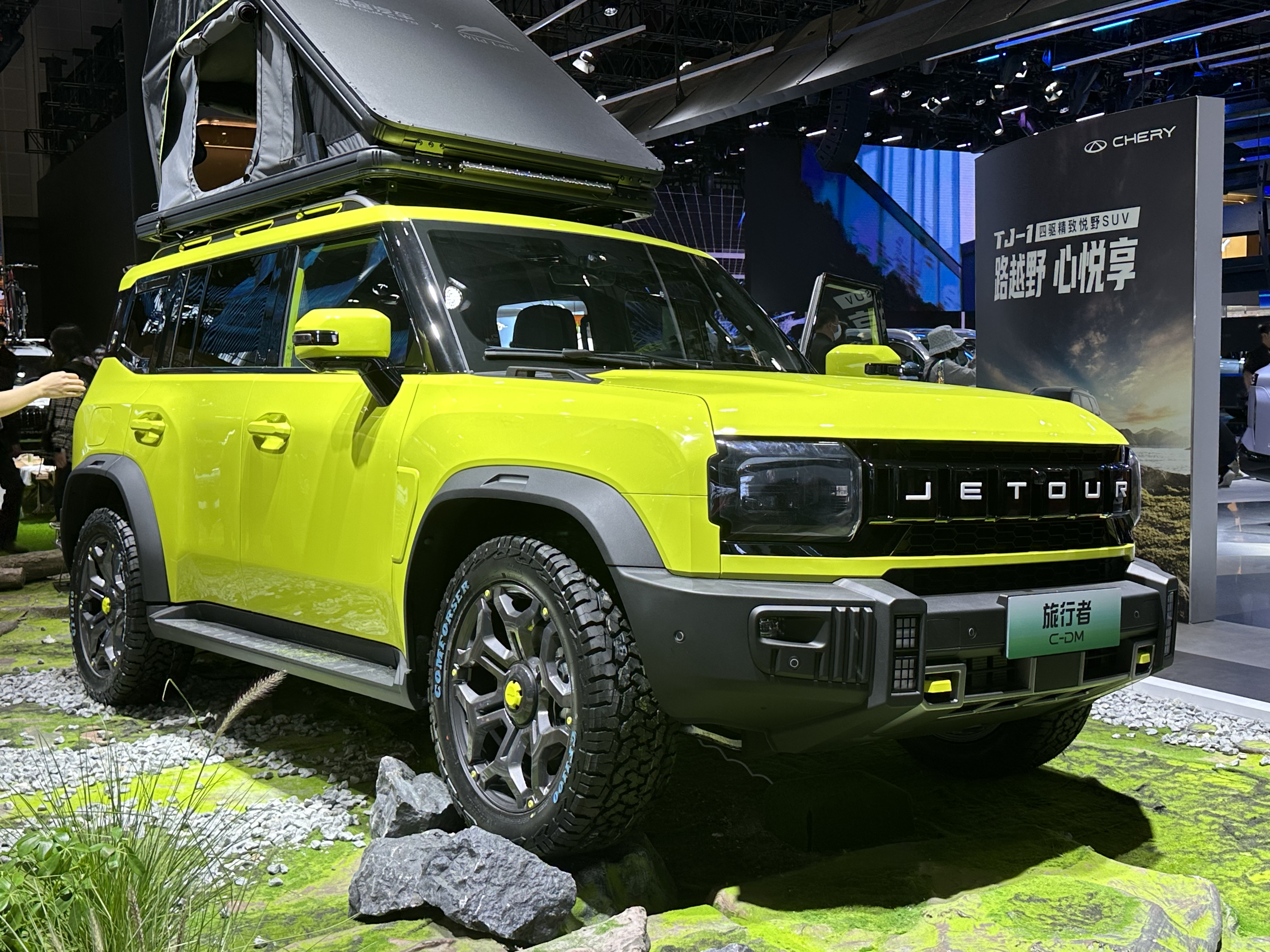
Jetour Traveller

### Modelos descontinuados
- Jetour X70 Coupé (2018-2020), variante cupé del X70

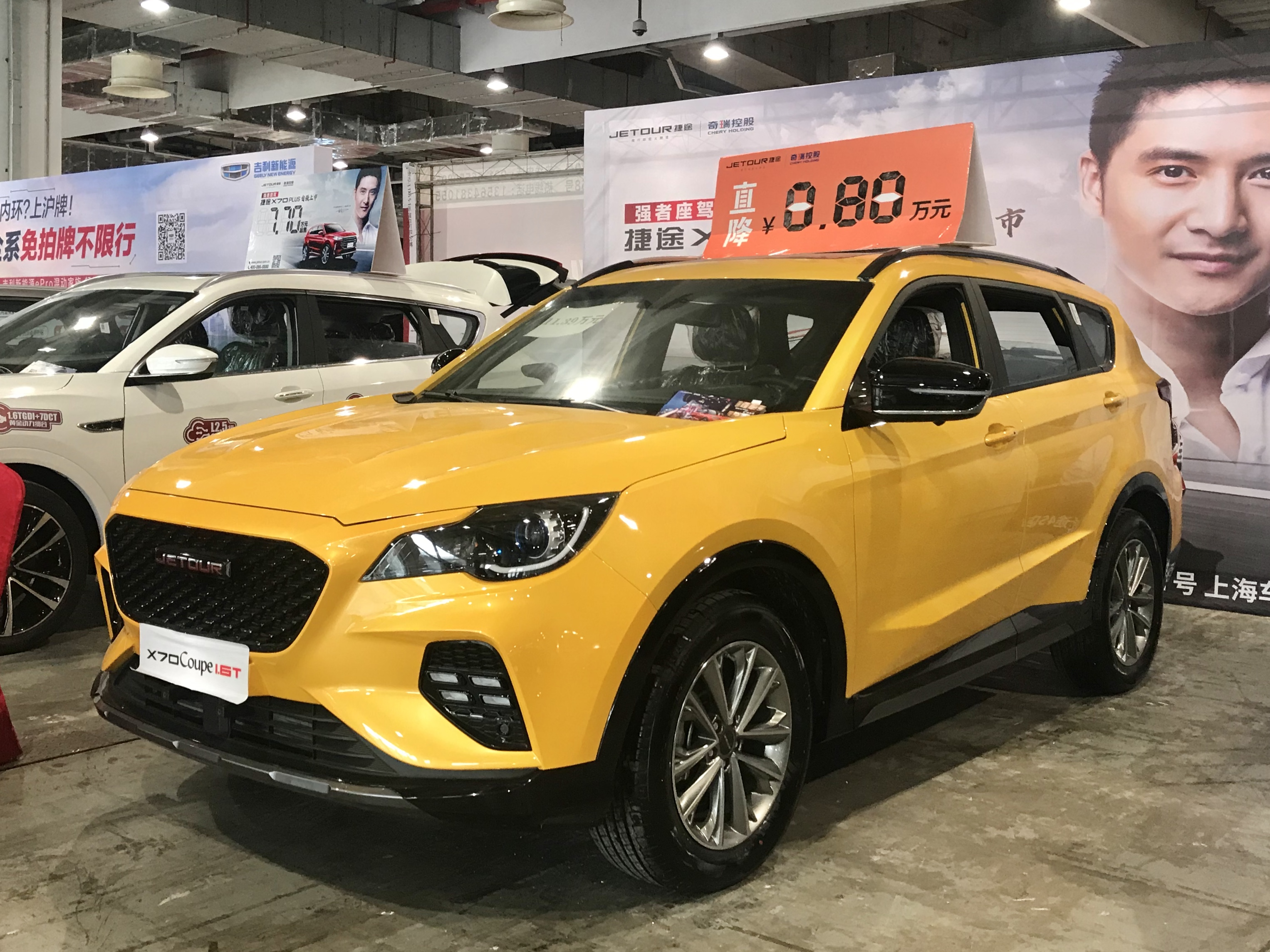
Jetour X70 Coupé

### Conceptos
- Jetour TX, concepto Jetour Traveler (T-1)